# Dopoguerra
Per dopoguerra si intende il periodo successivo a una guerra. Solitamente si pone l'accento sui problemi causati dalla guerra (crisi sociali ed economiche) e sulle conseguenze politiche e geografiche che il conflitto inevitabilmente determina. In molti paesi si pone inoltre la questione del dramma umano di masse di persone costrette a lasciare la propria terra oppure internate in campi di concentramento.

## Sinossi storica
Con le espressioni primo dopoguerra e secondo dopoguerra ci si riferisce ai periodi successivi rispettivamente alla prima guerra mondiale e alla seconda guerra mondiale. 
La fine di questi periodi va considerata nel contesto, e a seconda della situazione le date possono essere molto diverse.

## Nel mondo

### Italia

#### Primo dopoguerra
La fine della prima guerra mondiale vide l'Italia tra i paesi vittoriosi, ma senza profitti territoriali ed economici perché il presidente statunitense Woodrow Wilson disconobbe le concessioni territoriali che l'Italia aveva ottenuto con il Patto di Londra; per questo motivo Gabriele D'Annunzio definì la vittoria "mutilata". Il tema fu ripreso successivamente dal movimento fascista per giustificare il sentimento di rivalsa nei confronti delle potenze europee e la rinnovata spinta al colonialismo.  Sempre d'Annunzio, non condividendo le scelte del governo italiano e disobbedendo apertamente agli ordini da esso emanati, con un contingente di 2.500 legionari il 12 settembre 1919 si impadronì di Fiume dando vita allo Stato libero di Fiume.
Nel frattempo l'economia italiana era giunta sull'orlo della bancarotta, con i debiti dello stato più che triplicati. La prima conseguenza fu un drammatico rincaro dei generi alimentari a cui seguirono molti scioperi nelle fabbriche e nelle campagne che caratterizzarono il cosiddetto Biennio rosso. La reazione della borghesia trovò sfogo nel nascente movimento fascista. Pochi anni dopo, nel 1922, la marcia su Roma aprì la strada al ventennio fascista.

#### Secondo dopoguerra
L'immediato secondo dopoguerra comportò per l'Italia maggiori impegni rispetto a quanto accaduto dopo il 1918, dato che stavolta aveva perso la guerra ed era stata vittima di due invasioni. Il periodo cominciò con il ritiro delle truppe americane dalla penisola ed è conosciuto anche con il nome di Ricostruzione.
Le perdite territoriali originarono una lunga controversia: la questione triestina.
Tra gli eventi principali dei primi anni è indubbiamente il referendum istituzionale del 1946, con cui l'Italia scelse la repubblica.
Dal 1948 giunsero gli aiuti finanziari del Piano Marshall statunitense e si escluse dal governo il Partito Comunista Italiano che pure era stato presente nel Comitato di Liberazione nazionale ed aveva contribuito alla guerra di liberazione italiana. Gli eventi, compresi quelli legati al profilarsi della guerra fredda, posero le basi per un'egemonia dei filocattolici: la Democrazia Cristiana avrebbe governato per quasi cinquant'anni.